# Шиляковац
Шиляковац (на сръбски: Шиљаковац) е село в Сърбия, Белградски окръг, община Бараево.

## География
Разположен е в западната част на общината, северозападно от село Велики Борак и югоизточно от село Вранич.

## Население
Населението на Шиляковац възлиза на 632 жители (2011 г.).
Етнически състав (2002)
- сърби – 598 жители (96,45%)
- югославяни – 7 жители (1,12%)
- хървати – 3 жители (0,48%)
- българи – 3 жители (0,48%)
- черногорци – 2 жители (0,32%)
- унгарци – 1 жител (0,16%)
- македонци – 1 жител (0,16%)
- недекларирали – 5 жители (0,80%)